# 5661 Хільдебранд
5661 Хільдебранд (5661 Hildebrand) — астероїд головного поясу, відкритий 14 серпня 1977 року.
Тіссеранів параметр щодо Юпітера — 2,965.